# Nicole (piosenkarka)
Nicole Seibert, z domu Hohloch (ur. 25 października 1964 w Saarbrücken) – niemiecka piosenkarka. Zwyciężczyni 27. Konkursu Piosenki Eurowizji (1982) z utworem „Ein bißchen Frieden”.
W marcu 2015 wystąpiła podczas koncercie Eurovision Song Contest’s Greatest Hits zorganizowanym w Londynie z okazji jubileuszu 60-lecia Konkursu Piosenki Eurowizji.

## Dyskografia
- 1981: Flieg nicht so hoch, mein kleiner Freund
- 1982: Ein bißchen Frieden
- 1983: So viele Lieder sind in mir
- 1984: Weihnachten mit Nicole
- 1985: Gesichter der Liebe
- 1986: Laß mich nicht allein
- 1987: Moderne Piraten
- 1988: So wie du
- 1990: Für immer, für ewig
- 1991: Und ich denke schon wieder an dich
- 1992: Wenn schon, denn schon
- 1992: Weihnachten mit Nicole (Germany)
- 1993: Mehr als nur zusammen schlafen gehn
- 1994: Und außerdem
- 1996: PUR
- 1996: Nicole – Der private Premiummix (kein offizielles Album)
- 1996: Meine Lieder [Box-Set]
- 1997: Nicole’s Party
- 1998: Abrakadabra
- 1998: Weihnacht Zuhause
- 1999: LIVE
- 1999: Visionen
- 1999: Weihnachten mit Nicole
- 2001: Kaleidoskop
- 2002: Ich lieb dich
- 2003: Zeit der Sterne
- 2004: Für die Seele
- 2005: Alles fließt
- 2006: Begleite mich
- 2006: Christmas Songs
- 2008: Hautnah – Die Geschichten meiner Stars
- 2008: Mitten ins Herz
- 2008: Mitten ins Herz – Tour Edition
- 2009: Meine Nummer 1